# Dominik Bieler
Dominik Bieler (24 settembre 2001) è un pistard e ciclista su strada svizzero. Attivo come Elite/Under-23 dal 2020, nello stesso anno è stato medaglia di bronzo nell'inseguimento a squadre agli Europei su pista di Plovdiv.

## Palmarès

### Pista
- 2023

Tel Aviv Cup, Americana (Tel Aviv, con Raphaël Clemencio)
Tel Aviv Cup, Omnium (Tel Aviv)

## Piazzamenti

### Competizioni mondiali
- Campionati del mondo su pista

Aigle 2018 - Inseguimento a squadre Junior: 12º
Aigle 2018 - Scratch Junior: 11º
Aigle 2018 - Chilometro a cronometro Junior: 38º
Francoforte sull'Oder 2019 - Inseguimento a squadre Junior: 10º
Francoforte sull'Oder 2019 - Inseguimento individuale Junior: 18º
- Campionati del mondo su strada

Innsbruck 2018 - Cronometro Junior: 42º

### Competizioni continentali
- Campionati europei su pista

Aigle 2018 - Inseguimento a squadre Junior: 5º
Aigle 2018 - Corsa a eliminazione Junior: 8º
Aigle 2018 - Corsa a punti Junior: 11º
Gand 2019 - Inseguimento a squadre Junior: 6º
Gand 2019 - Inseguimento individuale Junior: 9º
Gand 2019 - Americana Junior: 6º
Fiorenzuola d'Arda 2020 - Inseguimento a squadre Under-23: 4º
Fiorenzuola d'Arda 2020 - Chilometro a cronometro Under-23: 11º
Plovdiv 2020 - Inseguimento a squadre: 3º
Plovdiv 2020 - Chilometro a cronometro: 12º
Monaco di Baviera 2022 - Corsa a punti: ritirato
Monaco di Baviera 2022 - Scratch: 10º
Grenchen 2023 - Corsa a eliminazione: 18º
Anadia 2023 - Inseguimento a squadre Under-23: 6º
Anadia 2023 - Omnium Under-23: 8º
- Campionati europei su strada

Alkmaar 2019 - Cronometro Junior: 34º
Alkmaar 2019 - In linea Junior: 22º